# Bäckaskog (gmina Kristianstad)
Bäckaskog – miejscowość (tätort) w Szwecji, w regionie administracyjnym (län) Skania, w gminie Kristianstad.
Według danych Szwedzkiego Urzędu Statystycznego liczba ludności wyniosła: 304 (31 grudnia 2015), 318 (31 grudnia 2018) i 314 (31 grudnia 2019).